# Kiwix

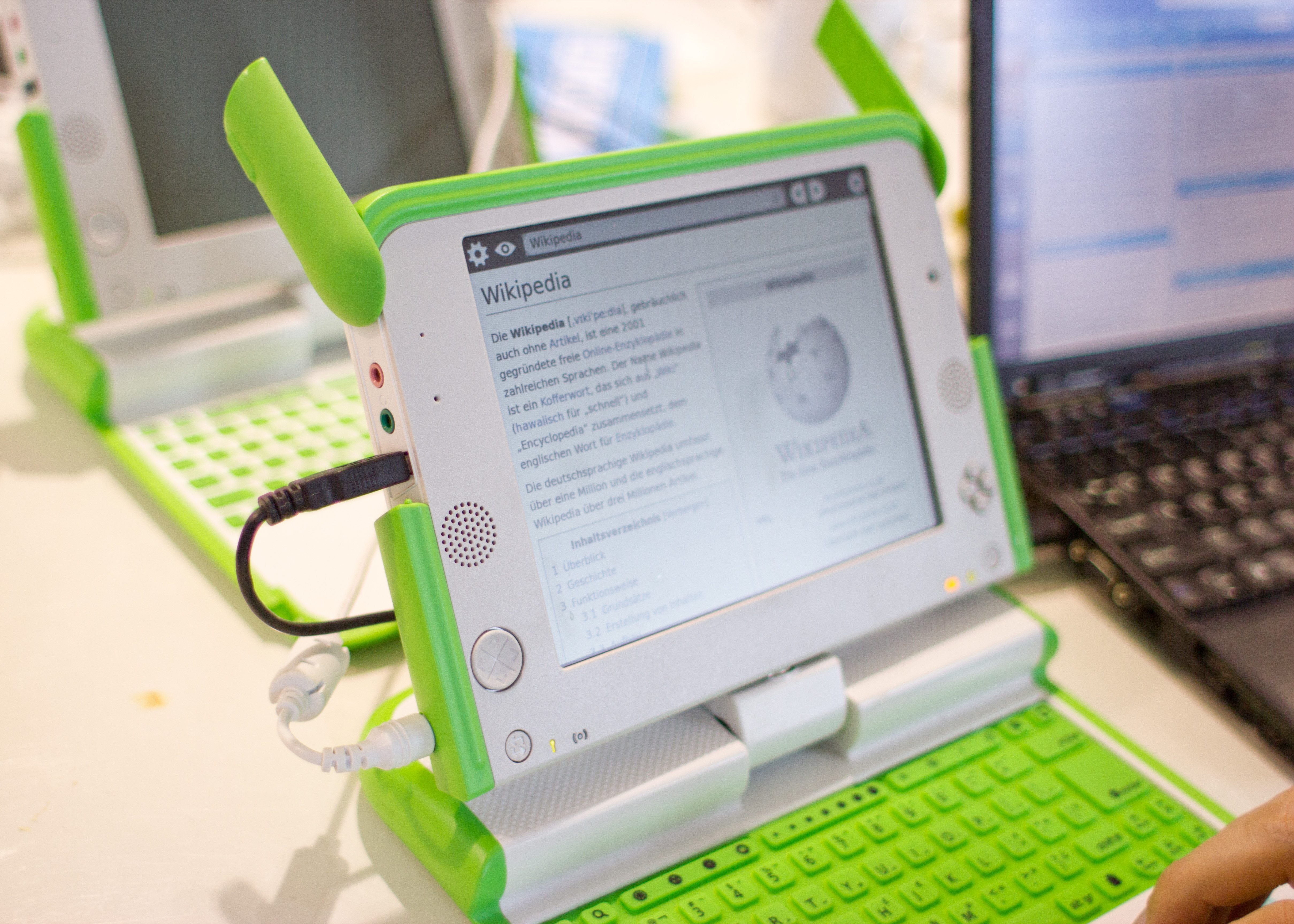
Kiwix trên máy tính OLPC

Kiwix là một phần mềm mã nguồn mở dùng để xem Wikipedia offline, có nghĩa là không cần kết nối với Internet. Việc này được thực hiện bằng cách đọc nội dung của một dự án được lưu trữ trong một tập tin theo định dạng ZIM, chứa nội dung nén của các bài viết. Định dạng này có thể đọc được ở bất kỳ dự án Wikimedia nào, mặc dù ban đầu nó được thiết kế cho Wikipedia.
Phần mềm được thiết kế cho các máy tính không cần truy cập Internet, và đặc biệt cho trường học ở các nước đang phát triển, nơi mà việc truy cập Internet còn khó khăn và tốn kém. Kiwix tạo một phiên bản dành riêng cho tổ chức Làng trẻ em SOS cũng với mục đích này.
Kiwix dùng Mozilla và hỗ trợ trên 80 thứ tiếng khác nhau. Nó hỗ trợ tìm kiếm toàn văn, duyệt theo thẻ và có thể xuất các bài viết sang dạng PDF và HTML.